# Wtora liga 2019/20
Die Wtora liga 2019/20 war die 71. Saison der zweithöchsten bulgarischen Fußballspielklasse. Sie begann am 20. Juli 2019 und sollte ursprünglich am 23. Mai 2020 enden.
Wegen der COVID-19-Pandemie wurde das Spielbetrieb am 13. März 2020 niedergelegt. Nachdem am 6. Mai die bulgarische Regierung erklärte die Lockerung der Maßnahmen gegen die Pandemie, erklärte das bulgarische Fußballverband am 7. Mai 2020 sein Plan entweder den Spielbetrieb am 5. Juni neuzustarten oder die Saison als abgeschlossen zu erklären. Die Entscheidung sollte nach einer Besprechung mit den Vereinen in der Wtora Liga getroffen werden. Am 15. Mai 2020 teilte der Fußballverband seine Entscheidung mit, die Saison als beendet zu erklären und den Stand nach dem 22. Spieltag als Abschlusstabelle zu nutzen.
Dadurch stieg ZSKA 1948 Sofia automatisch auf, während Septemwri Sofia und PFK Montana sich für die Relegation qualifizierten. Absteiger waren Spartak Warna, FK Spartak Plewen und OFK Pomorie. Zudem verzichteten Botew Galabowo und Tschernomorez Baltschik  aus finanziellen Gründen auf eine Teilnahme in der folgenden Saison und spielten stattdessen in der drittklassigen Treta liga.

## Modus
17 Mannschaften sollten an insgesamt 34 Spieltagen, aufgeteilt in einer Hin- und einer Rückrunde, jeweils zwei Mal gegeneinander antreten. Der Meister stieg direkt in die Parwa liga auf. Der Zweite und Dritte konnte noch über die Relegation aufsteigen. Die letzten drei Teams stiegen ab.

## Vereine
Der letztjährige sportliche Absteiger aus der Parwa liga, FC Wereja Stara Sagora, war aufgrund von Spielmanipulationen disqualifiziert worden. Stattdessen trat das Team in der südöstlichen Gruppe der drittklassigen W Grupa an. Infolgedessen besteht die Wtora liga nur aus 17 Mannschaften, ohne Ersatz für den vakanten Platz für Wereja.
| Verein                  | Stadt             |
| ----------------------- | ----------------- |
| Tschernomorez Baltschik | Baltschik         |
| Pirin Blagoewgrad       | Blagoewgrad       |
| Kariana Erden           | Bojtschinowzi     |
| FK Neftochimik          | Burgas            |
| Botew Galabowo          | Galabowo          |
| Lok Gorna Orjachowiza   | Gorna Orjachowiza |
| Litex Lowetsch          | Lowetsch          |
| PFK Montana             | Montana           |
| FC Hebar Pasardschik    | Pasardschik       |
| FK Spartak Plewen       | Plewen            |
| OFK Pomorie             | Pomorie           |
| Strumska Slawa Radomir  | Radomir           |
| Ludogorez Rasgrad II    | Rasgrad           |
| Lokomotive Sofia        | Sofia             |
| Septemwri Sofia         | Sofia             |
| ZSKA 1948 Sofia         | Sofia             |
| Spartak Warna           | Warna             |

## Abschlusstabelle
| Pl. | Verein                   | Sp. | S  | U | N  | Tore    | Diff. | Punkte |
| --- | ------------------------ | --- | -- | - | -- | ------- | ----- | ------ |
| 1.  | ZSKA 1948 Sofia          | 21  | 18 | 1 | 2  | 059:180 | +41   | 55     |
| 2.  | Septemwri Sofia (A)      | 20  | 17 | 1 | 2  | 047:190 | +28   | 52     |
| 3.  | PFK Montana              | 21  | 13 | 3 | 5  | 040:170 | +23   | 42     |
| 4.  | Lokomotive Sofia         | 21  | 12 | 3 | 6  | 034:180 | +16   | 39     |
| 5.  | FK Neftochimik (N)       | 21  | 10 | 3 | 8  | 035:290 | +6    | 33     |
| 6.  | FC Hebar Pasardschik (N) | 21  | 10 | 3 | 8  | 035:300 | +5    | 33     |
| 7.  | Litex Lowetsch           | 20  | 9  | 5 | 6  | 029:150 | +14   | 32     |
| 8.  | Kariana Erden            | 20  | 9  | 5 | 6  | 030:240 | +6    | 32     |
| 9.  | Lok Gorna Orjachowiza    | 21  | 8  | 5 | 8  | 032:300 | +2    | 29     |
| 10. | Botew Galabowo           | 21  | 6  | 7 | 8  | 023:320 | −9    | 25     |
| 11. | Pirin Blagoewgrad        | 20  | 6  | 7 | 7  | 024:290 | −5    | 25     |
| 12. | Ludogorez Rasgrad II     | 21  | 5  | 9 | 7  | 020:250 | −5    | 24     |
| 13. | Strumska Slawa Radomir   | 21  | 7  | 1 | 13 | 021:340 | −13   | 22     |
| 14. | Tschernomorez Baltschik  | 20  | 6  | 4 | 10 | 015:270 | −12   | 22     |
| 15. | Spartak Warna (N)        | 21  | 2  | 4 | 15 | 006:420 | −36   | 10     |
| 16. | FK Spartak Plewen (N) 1  | 21  | 2  | 4 | 15 | 010:410 | −31   | 07     |
| 17. | OFK Pomorie 2            | 21  | 2  | 3 | 16 | 015:450 | −30   | 06     |

Platzierungskriterien: 1. Punkte – 2. Direkter Vergleich (Punkte, Tordifferenz, geschossene Tore) – 3. Tordifferenz – 4. geschossene Tore

| (A) | Absteiger aus der Parwa liga     |
| (N) | Neuaufsteiger aus der Treta liga |

## Relegation
,Aufstieg
| Datum                             |                       | Ergebnis |                 | Stadion                               |
| --------------------------------- | --------------------- | -------- | --------------- | ------------------------------------- |
| 17. Juli 2020 um 20:00 Uhr (OESZ) | Dunaw Russe           | 1:4      | PFK Montana     | Sofia (Owtscha-Kupel-Stadion)         |
| 18. Juli 2020 um 20:00 Uhr (OESZ) | FC Tsarsko Selo Sofia | 2:0      | Septemwri Sofia | Sofia (Wassil-Lewski-Nationalstadion) |

PFK Montana stieg in die Parwa liga auf.

## Torschützenliste
| Pl. | Name              | Mannschaft           | Tore |
| --- | ----------------- | -------------------- | ---- |
| 01. | Andon Guschterow  | ZSKA 1948 Sofia      | 26   |
| 02. | Atanas Iliew      | PFK Montana          | 14   |
| 03. | Preslaw Jordanow  | Septemwri Sofia      | 11   |
| 04. | Dimitar Mitkow    | Ludogorez Rasgrad II | 10   |
| 05. | Swetoslaw Dikow   | Lokomotive Sofia     | 09   |
| 05. | Redscheb Halil    | Kariana Erden        | 09   |
| 05. | Georgi Rusew      | Septemwri Sofia      | 09   |
| 08. | Todor Tschaworski | FC Hebar Pasardschik | 08   |
| 08. | Schiwko Petkow    | FK Neftochimik       | 08   |
| 10. | Wasil Schopow     | ZSKA 1948 Sofia      | 07   |